# Echeneis naucrates
Az Echeneis naucrates a sugarasúszójú halak (Actinopterygii) osztályának sügéralakúak (Perciformes) rendjébe, ezen belül az Echeneidae családjába tartozó faj.
Az Echeneis csontoshal-nem típusfaja.

## Előfordulása
Az Echeneis naucrates világszerte előfordul a trópusi vizekben. Az Atlanti-óceánban a kanadai Új-Skóciától Bermudáig és Uruguayig, valamint a Madeira-szigetek vizeiben található meg.

## Megjelenése
Ez a hal általában 66 centiméter hosszú, de akár 110 centiméteresre is megnőhet. A legnehezebb kifogott példány 2,3 kilogrammot nyomott. A hátúszóján 32-42 sugár, míg a farok alatti úszóján 29-41 sugár ül. A fején tapadókorong van.

## Életmódja
A korallzátonyok közelében él, 1-50 méteres mélységek között; olykor a brakkvízbe is beúszik. Egyaránt megtalálható a partok közelében és a nyílt óceánban is. Gyakran a cápák, ráják, nagy csontos halak, tengeri teknősök, delfinfélék és más cetek testére tapadva viteti magát. Néha hajókra tapadva is megfigyelték. Az úszó embereket is követi; egy beszámoló szerint egy ilyen hal rátapadt egy búvár lábára. Kisebb halakkal táplálkozik, de bele kostól a gazdaállata táplálékába és megeszi annak élősködőit is. A fiatal a korallzátonyokon a papagájhalféléket tisztogatja.

## Felhasználása
Ennek a remoraszerű halnak csak kismértékű a halászata. A sporthorgászok és a városi akváriumok is kedvelik. Elterjedésének egyes részein az emberek a cápák és ráják halászatakor használják fel. A halász átszúrja az Echeneis naucrates farokúszótövét és zsinórt húz át rajta, ezután visszaengedi a vízbe. Miután a hal rátapadt egy gazdaállatra a halász felhúzza a kishalat a zsákmánnyal együtt, ahol a felszínen megszigonyozza az utóbbit.

## Képek

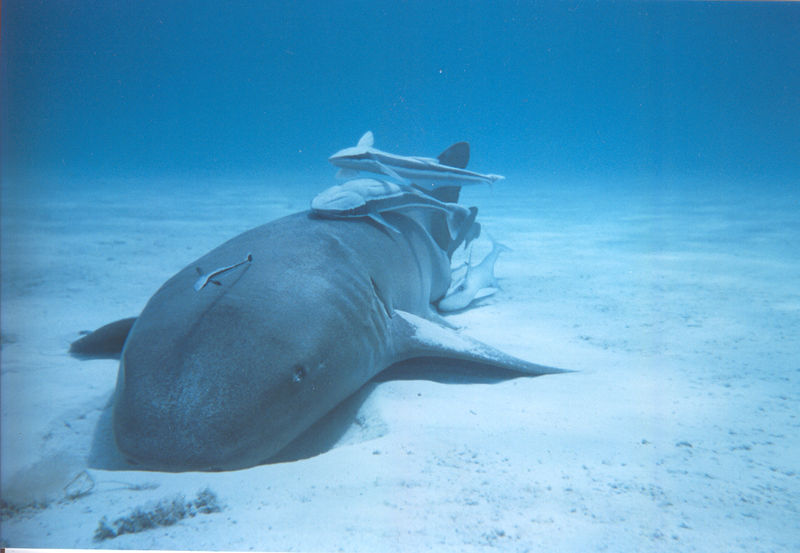
A hal
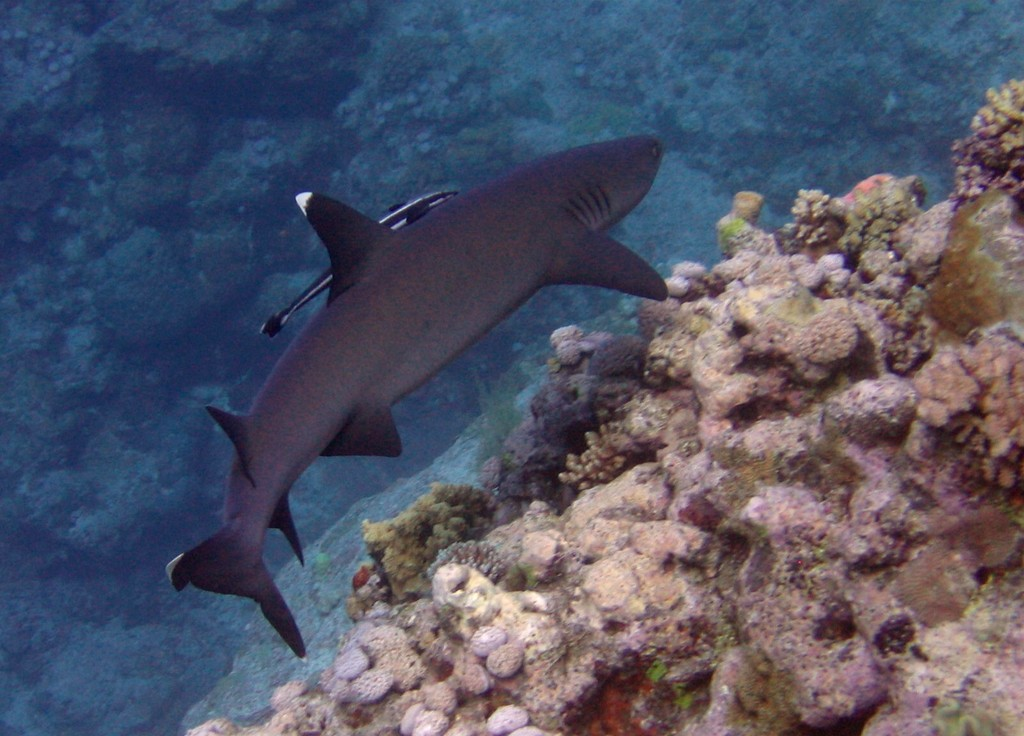
különböző
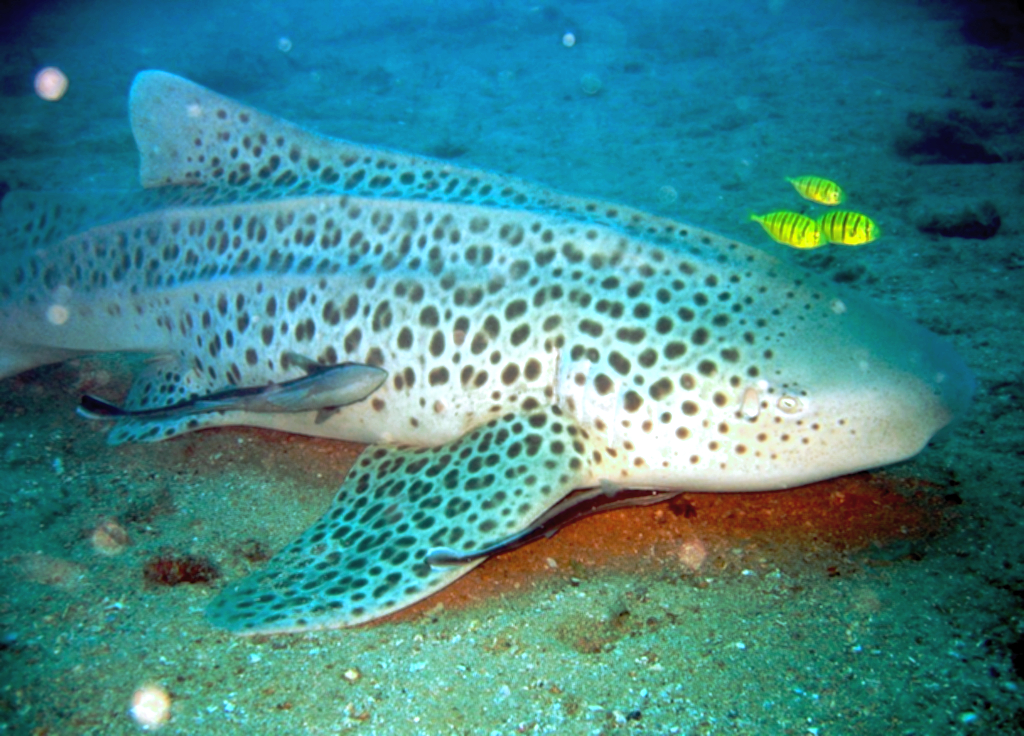
cápákon és
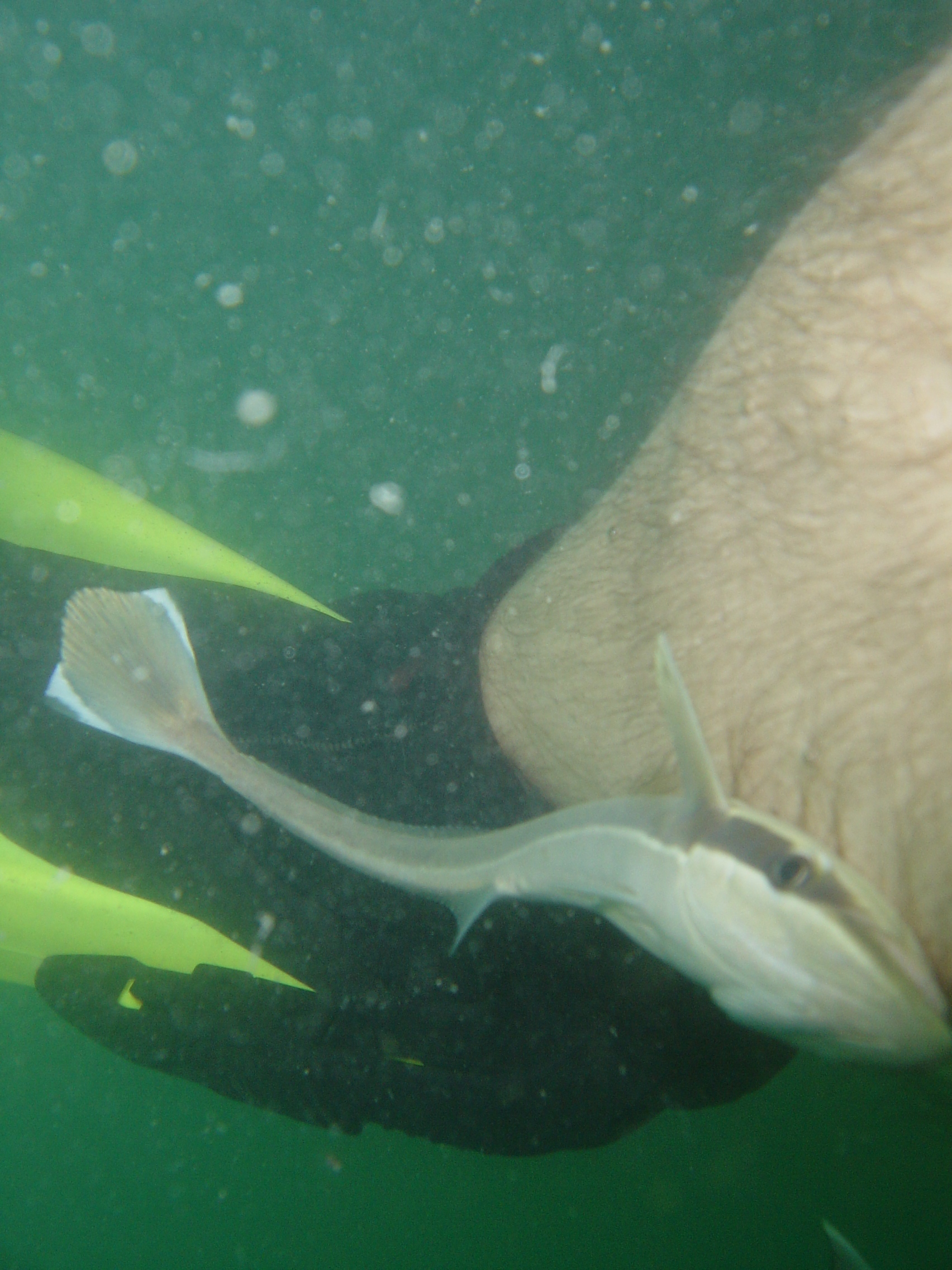
az ember lábán
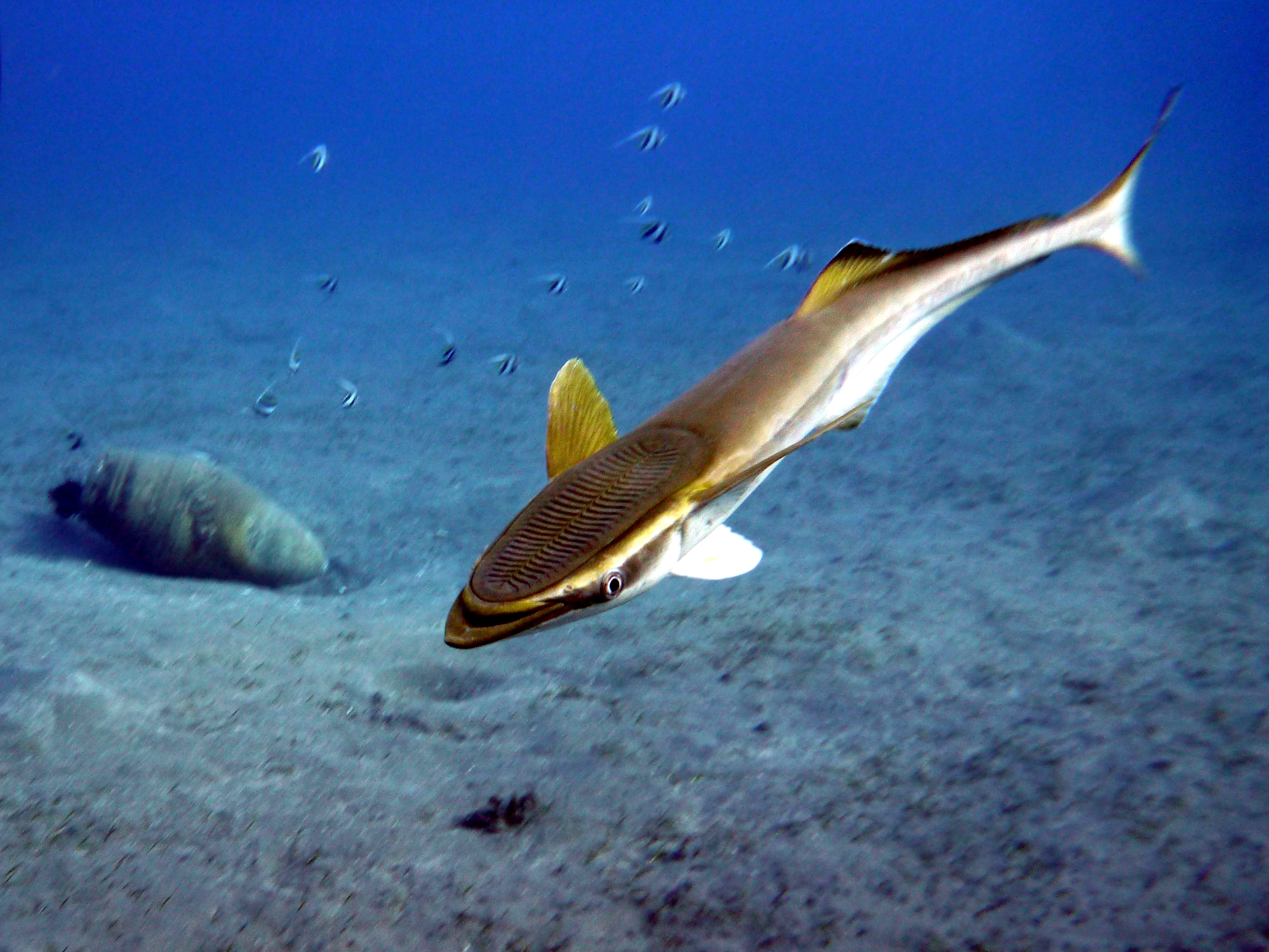
Szabadon
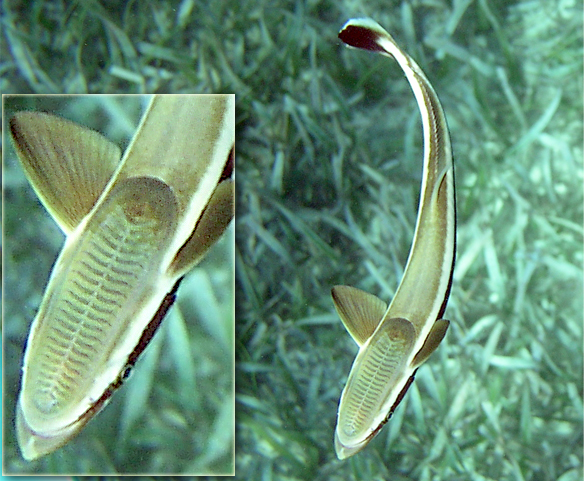
úszva
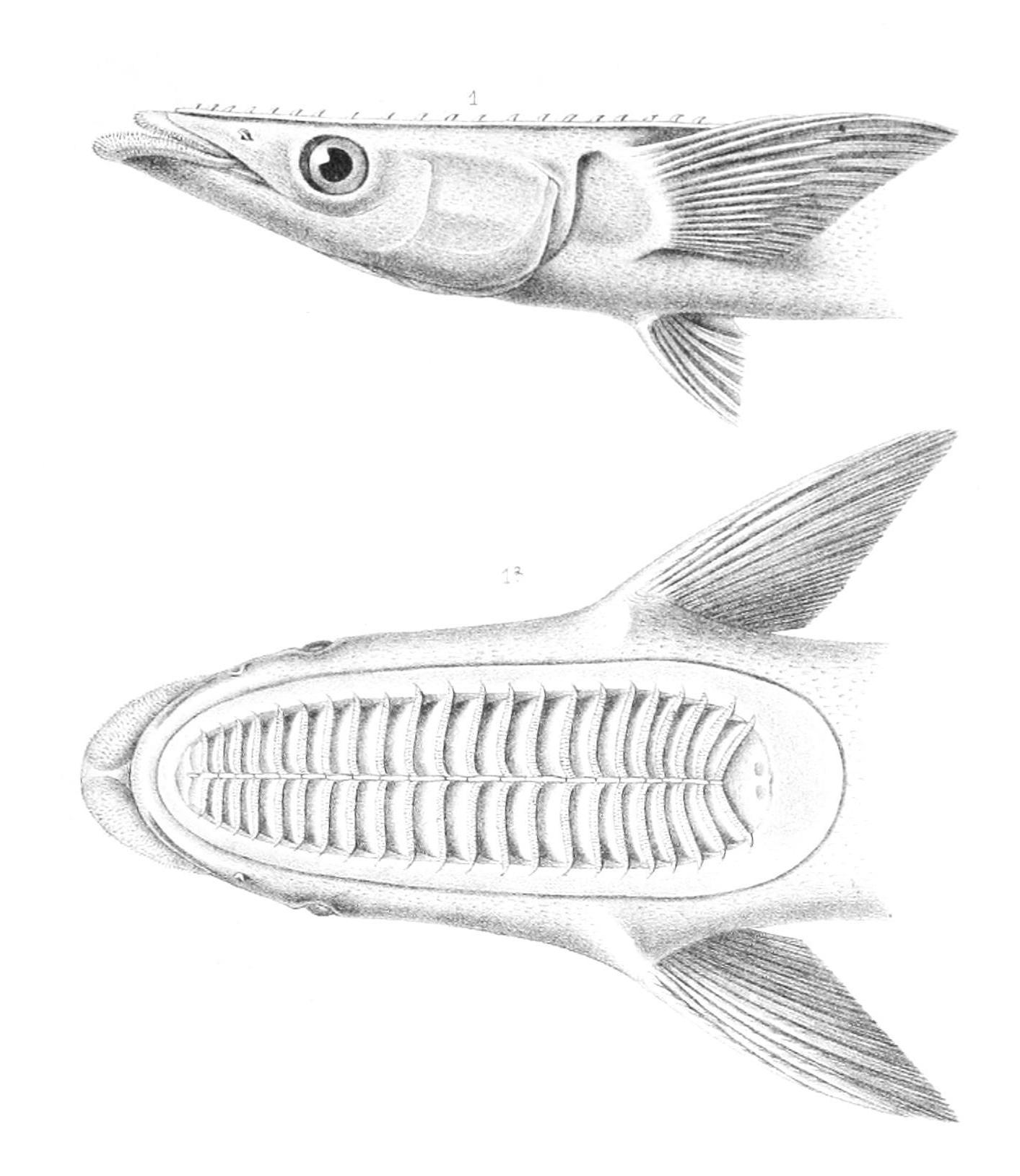
Rajz a halról